# Cristina Martínez (ciclista)
Cristina Martínez Bonafé (Torrent, 2 de janeiro de 1996) é uma ciclista profissional espanhola. Estreiou como profissional em 2015 com o Lointek depois de destacar no calendário nacional juvenil em 2014.

## Trajetória desportiva
Começou a conseguir bons resultados em 2012 ao ser segunda no Campeonato da Espanha em Estrada cadete.
Um ano depois começou a destacar na categoria juvenil nacional até que em 2014 foi a grande dominadora de dito calendário ganhando 5 corridas juvenis, o Campeonato da Espanha em Estrada juvenil e obtendo o 2.º posto no Campeonato da Espanha Contrarrelógio juvenil. Ganhou a Copa da Espanha de Ciclismo de categoria juvenil ao ficar entre as 4 primeiras nas 6 provas pontuáveis -2 vitórias entre elas-.
Isso supôs, como costuma ser habitual com as grandes dominadoras do calendário nacional em categorias inferiores, que conseguisse estreiar como profissional numa equipa espanhol, neste caso com o Lointek. A sua estreia como profissional não pôde ser mais satisfatório ao conseguir, com 19 anos, dois top-20 em provas internacionais francesas (La Classique Morbihan e o Grande Prêmio de Plumelec-Morbihan Feminino) e pouco depois ao ganhar a classificação da melhor jovem sub-21 da Emakumeen Euskal Bira ao ficar 23.ª a partir desse momento tem sido uma das habituais nas convocações da seleção espanhola absoluta.
No final de 2017 pouco depois de anunciar-se que Cristina não estava nos planos do herdeiro da estrutura do Lointek, deu a surpresa se fazendo com o Campeonato da Espanha em Pista de Pontuação.

## Palmarés
- 2017
  - Campeonato da Espanha Pontuação

## Resultados em Grandes Voltas e Campeonatos do Mundo
Durante a sua carreira desportiva tem conseguido os seguintes postos nas Grandes Voltas femininas, nos Campeonatos do Mundo em estrada:
| Corrida            | Corrida            | 2015 | 2016 | 2017 | 2018 | 2019 | 2020 | 2021 |
| ------------------ | ------------------ | ---- | ---- | ---- | ---- | ---- | ---- | ---- |
|                    | Giro d'Italia      | —    | —    | —    | 52.ª | 57.ª | —    | —    |
|                    | Tour de l'Aude     | X    | X    | X    | X    | X    | X    | X    |
|                    | Grande Boucle      | X    | X    | X    | X    | X    | X    | X    |
| Mundial em Estrada | Mundial em Estrada | —    | —    | —    | Ab.  | —    | —    | —    |

—: não participa
Ab.: abandono

X: edições não celebradas

## Equipas
- Lointek (2015-2017)
- Lointek Team (2015)
- Lointek (2016-2017)
- Bizkaia Durango (2018-2019)
- Bizkaia Durango-Euskadi Murias (2018)
- Bizkaia Durango (2019)
- Casa Dorada[7] (01.2020-06.2020)
- Bizkaia-Durango[8] (06.2020-12.2020)
- Aromitalia-Basso Bikes-Vaiano (2021)